# Monika Wielichowska

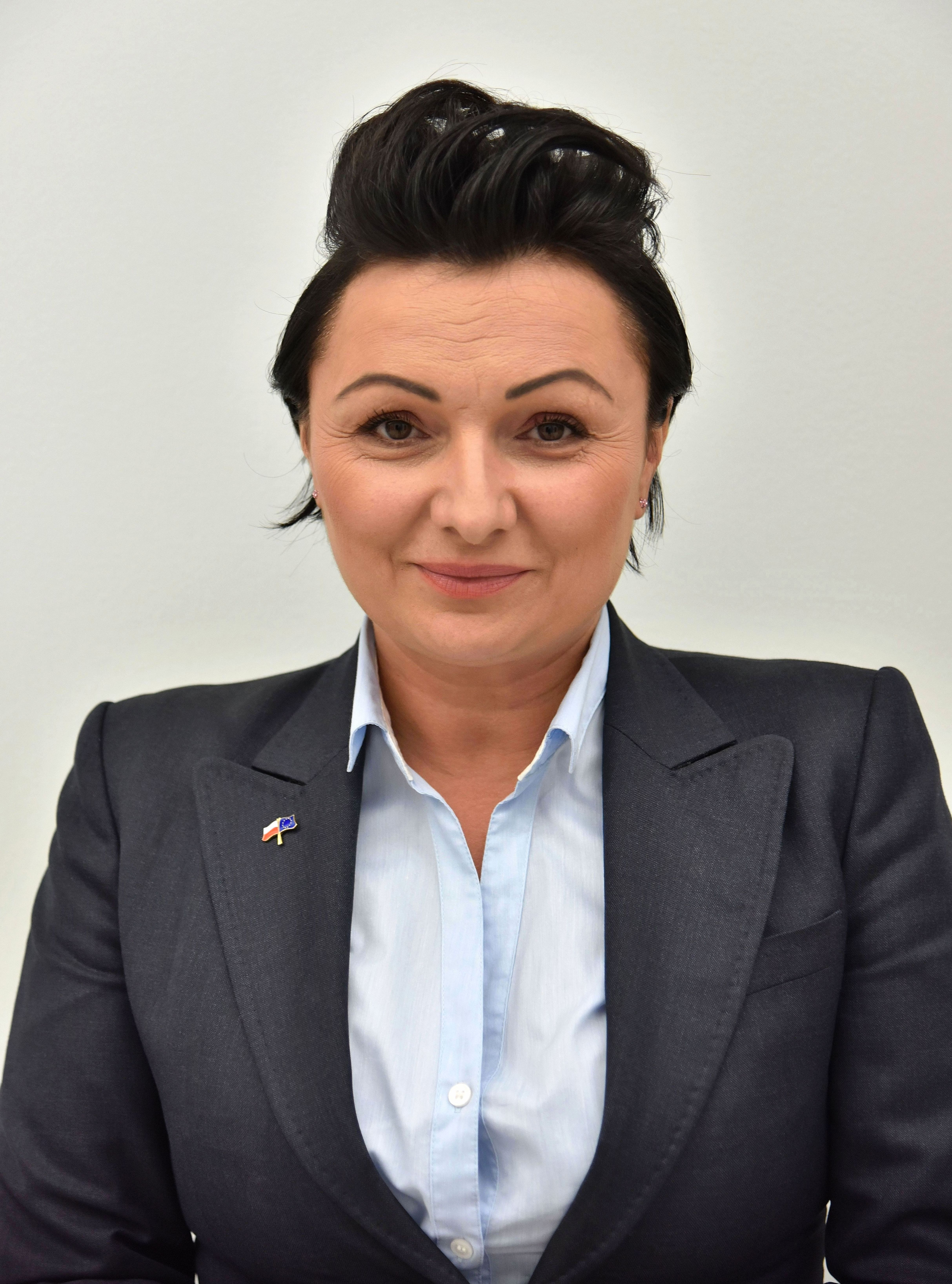
Monika Wielichowska

Monika Wielichowska (* 4. Oktober 1973 in Nowa Ruda) ist eine polnische Politikerin der Platforma Obywatelska (Bürgerplattform). 

## Leben
Monika Wielichowska studierte an der Wirtschaftsuniversität Breslau regionale Wirtschaft (gospodarka regionalna) und Tourismus. Das Studium schloss sie mit einem Diplom ab. An der Universität Breslau studierte sie Journalismus und Public Relations. 
2002 trat sie in die Platforma Obywatelska ein und war von 2002 bis 2007 Mitglied des Kreisrates des Powiats Kłodzki.
Bei den vorgezogenen Parlamentswahlen 2007 zog sie mit 5.877 Stimmen im Wahlkreis 2 Wałbrzych in den Sejm ein.
Monika Wielichowska ist verheiratet.